# 週刊新潮
『週刊新潮』（しゅうかんしんちょう）は、株式会社新潮社から発行されている情報週刊誌。1956年（昭和31年）2月6日（2月19日号）創刊。発売日は毎週木曜日（地域によっては金曜日・土曜日）。

## 創刊

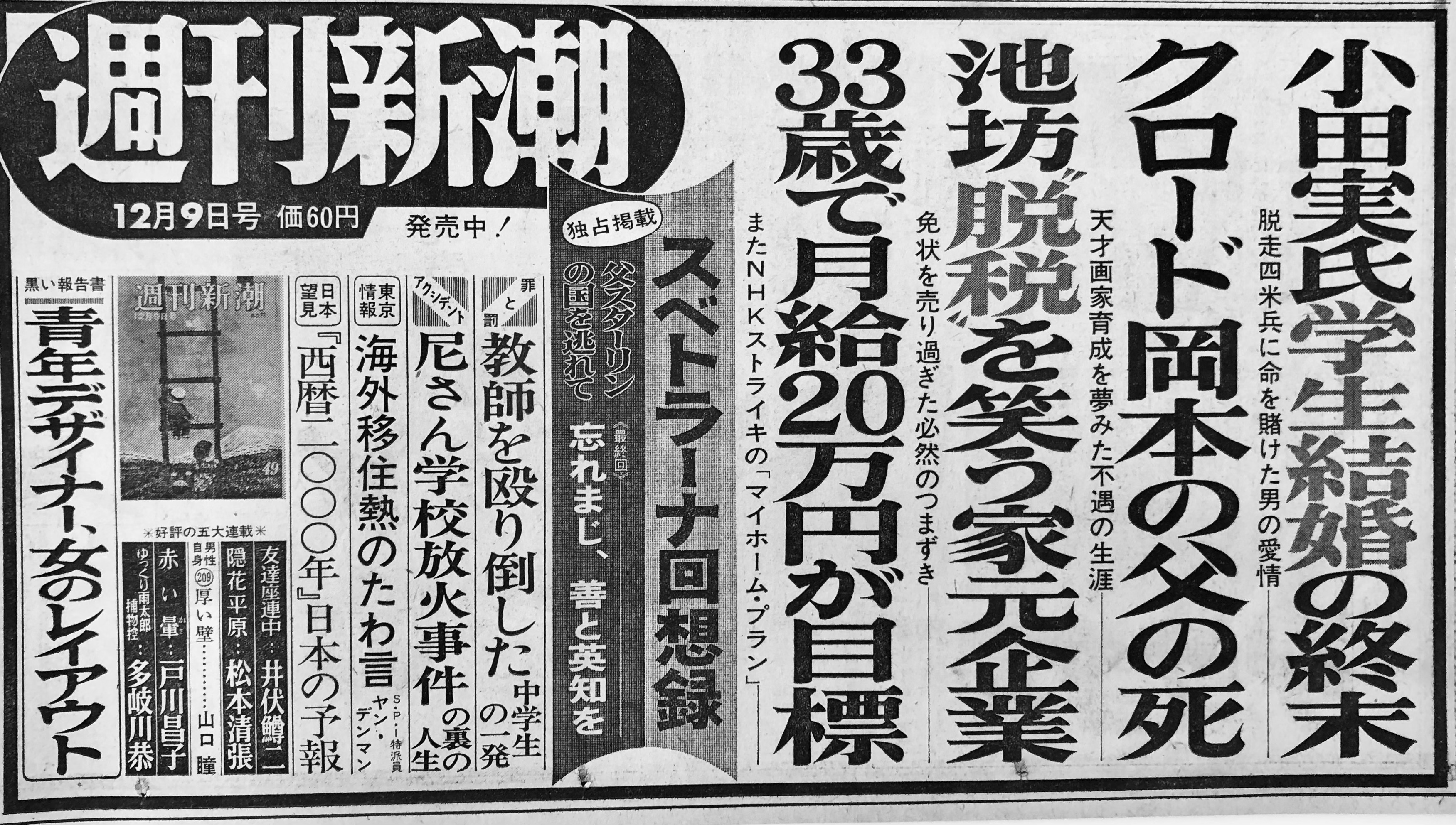
1967年12月9日号の新聞広告

昭和20年代の『週刊朝日』を始めとした新聞社系週刊誌が全盛の中、1954年に副社長の佐藤亮一らにより週刊誌が企画され、編集発行人が佐藤、編集者に斎藤十一が加わって、1956年に発刊。雑誌社系週刊誌の草分けとなった。『週刊朝日』とは異なる路線を目指した。
週刊誌が新聞の補完物という性格を脱し、独立メディアの一つとして地位を固める契機となった。
創刊号（2月19日号）のラインナップは、
- 連載小説 : 谷崎潤一郎「鴨東綺譚」、大佛次郎「おかしな奴」、五味康祐「柳生武芸帳」
- 読切小説 : 石坂洋次郎「青い芽」
- 読切連載 : 中村武志「目白三平の逃亡」

創刊号は40万部を売るが、その後は20万部程度になる。谷崎の連載はモデル事件により6回で中断し、代わって石原慎太郎「月蝕」を連載。続いて柴田錬三郎「眠狂四郎無頼控」の連載も開始、11月12日号からは「吉田茂回顧録」も連載し、部数は50万部に達した。五味、柴田の人気は、剣豪小説ブームの引き金ともなった。
当時の編集方針を斎藤十一は後に「俗物主義」と呼び、新聞社が扱わないニュース、金と女に着目するものだった。創刊時から起用したライターには草柳大蔵がおり、アンカーマンとして特集記事をまとめるようになる。代表的な記事には、カメラマンとして土門拳が参加した「八月六日の遺産-初めてルポされたABCC（原爆傷害調査委員会）の実態」（1957年8月11日号）、「特別レポート 横綱審議会-大義名分を巡る攻防の五時間」（1958年2月10日号）などがある。その後に参加したライターには井上光晴、編集者として江國滋もいた。このようにして、次第に独自のスタイルを築くことで部数は上向き、1959年新年号は100万部を発行するまでになった。
税込み480円で販売されている。

## 特徴
1997年まで統括責任者を務めた斎藤十一が確立した路線は、政治的には保守系・右派であり、現在では日本で最も右派的な立場を採る週刊誌となっている。自民党や読売新聞などのスキャンダルも取り上げるが、基本的にターゲットは左派・リベラル系の政党、議員、メディアである。政治家や芸能人のスキャンダル、殺人事件などの社会事件も数多く採り上げている。

## 表紙絵
谷内六郎
郷愁と安らぎを感じさせる抒情詩的で独自の画風の表紙絵は、創刊時より谷内六郎が担当。谷内は当時は田園地帯であった世田谷で少年時代を送り自然豊かな環境で育ったのちに喘息の持病を持ちながら電球工場、町工場、看板屋、雑誌社の給仕と転職を繰り返し、そのかたわら雑誌や新聞に投稿を繰り返し、1955年には「漫画讀本」に発表した「行ってしまった子」で第1回文藝春秋漫画賞を受賞し画壇デビューを果たす。翌1956年には「週刊新潮」創刊と同時に表紙絵を担当。以降25年間にわたって59歳で急逝する1981年まで表紙絵を担当。
成瀬政博
1997年よりは、横尾忠則の弟で1989年に長野県北安曇郡松川村に移住した成瀬政博が担当。2004年には安曇野アートラインにある個人美術館「Museum Cafe BANANA MOON」を開館。1F展示室に表紙絵原画を季節ごとに作品の入れ替えを行いながら展示、販売している。

## 問題視された記事・注目された記事

### 1970年代
- 1972年4月、沖縄返還協定の際の日米政府の密約を報じた毎日新聞の記事について、機密文書を漏洩した外務省の女性事務官と西山太吉記者の不倫関係をスクープ。「機密漏洩事件―美しい日本の美しくない日本人」「泥にまみれた毎日新聞大戦争の終戦処理」と題した記事にする（川端康成のノーベル文学賞受賞におけるスピーチの捩り）。以後、マスメディアの報道は「情報源の秘匿」や「知る権利の侵害」の論争ではなく、単なるセックススキャンダル追及に変わる。真相が明らかになったのは21世紀に入ってから。

### 1980年代
- 1980年3月、警察当局と日本新聞協会との間で結ばれた報道協定により報道が自粛されていた富山・長野連続女性誘拐殺人事件について、三週間が経過して報道協定が事件解決の役に立たなくなったとして同年3月27日発売の4月3日号にて記事として取り上げた。この時点では、犯人の逮捕はもちろんのこと被害者の行方も分からない段階であった[8]。
- 1983年9月29日号で桐山襲の小説『パルチザン伝説』について「おっかなビックリ落選させた『天皇暗殺』を扱った小説の『発表』」を掲載した。『文藝』を発行する河出書房新社に対する右翼団体の街宣を煽る（菊タブー。新潮はこの時だけでなく、『週刊金曜日』の記事などに対しても同様の行為をしているが、皇太子夫妻に対しては自ら攻撃対象にしている。詳細は下記）。

### 1990年代
- 1994年7月、松本サリン事件に関し、「毒ガス事件発生源の怪奇家系図」とする記事で被害者の河野義行の家系図を掲載した。翌年のオウム真理教事件の捜査で疑いは晴れたが、河野は多くのメディアが犯人扱いをした中で『週刊新潮』に対してのみ告訴を検討した。謝罪文掲載の約束により告訴を取り下げたが、約束は守られていないため、いまだに河野への謝罪をしていない。
- 1994年9月1日号に掲載された「大石寺『僧侶』を衝突死させた創価学会幹部」に対し当該の学会員が新潮社に対して名誉毀損であると民事訴訟を起こす。1998年3月に原告側の主張を全面的に認め、新潮社が110万円の支払いを命じる判決が確定した。日蓮正宗住職交通事故死事件参照。
- 1996年、薬害エイズ事件について「エイズ薬害で『ミドリ十字』の殺人被疑者たち」（3月7日号）、「元凶は血友病の権威」（3月21日号）、「大量殺人の被疑者たち」（4月21日号）、「血友病の大権威『安部英』がエイズ薬害で得た利益」（4月25日号）などの見出しで、安部英・元帝京大副学長を批判し、安部が3000万円の損害賠償などを求めて民事提訴する。東京地裁は新潮社に300万円の支払いを命じ、東京高裁も一審判決を支持した[9]。2005年6月16日、最高裁が一、二審判決を支持して新潮側の敗訴が確定した。
- 1996年、門田隆将（当時は本名の門脇護）により「沈黙を破った北海道元婦人部幹部『私は池田大作にレイプされた』」として、創価学会の元女性信者の手記を掲載。その後、門田の助言を受けて女性らが民事で池田らを訴え、裁判報道の体裁をとってこの疑惑を35回にわたって報じた。この記事は1997年の「編集者が選ぶ雑誌ジャーナリズム賞」に選ばれた。一方で、2001年6月26日、最高裁判所は原告側の上告を棄却・不受理し、「訴権の濫用」として原告側の訴えを却下した一審・二審判決が確定した。
- 1997年、神戸連続児童殺傷事件の犯人の少年の目にモザイク処理をした写真を掲載。また、同社のFOCUSはモザイク処理をしていない写真を掲載した。法務省がそれぞれの回収勧告を行ったが、新潮社は拒否した。
- 1997年11月16日号で、「特集『ニセ』水俣病患者 260万円賠償までの40年」として水俣病の未認定患者への救済策を批判した。これに対して、水俣病患者平和会など6団体は抗議文を送った[10]。

### 2000年 - 2004年
- 2000年11月9日号で中川秀直内閣官房長官（当時）や自民党の姿勢を批判した記事の見出しは「この国の誇りある人々を失望させた森首相、中川スキャンダルを人権侵害とのたまう自民党の厚顔、永年の利権に胡座をかいて猿芝居ばかりのあなた方に国民は呆れ返っている」と長かった。
- 2000年2月3日号（同年1月27日発売）で、「伏魔殿『日大』法学部長突如解任の怪」と題して、時の日本大学総長・瀬在幸安が、医学部の赤字を補填するために他学部から利益を誘導するシステムを作り、改革を主張した法学部長が解任されたとの記事を掲載。日大と瀬在総長が新潮社を提訴。名誉を傷つけられたとして、計1億円の損害賠償などを要求した。2002年10月30日、東京地裁は、新潮記事中の、法学部長の解任を不可解だとする部分については「おおむね真実」と認めたが、「魑魅魍魎」「伏魔殿」などの表現については「解任の不当性が明白になっていないのに、総長らを誹謗する表現を使用することは社会的に許容される限度をいささか超える違法なものといわざるを得ない」として、名誉毀損に当たると認定。新潮社に対し計200万円の支払いを命じた[11]。
- 2002年9月19日号で、『開運!なんでも鑑定団』（テレビ東京）の番組制作会社ネクサスが、ロシア美術品を鑑定した際に裏金をもらったとする記事で、同社から提訴された。2006年3月27日、最高裁判所は賠償金550万円の支払いと同誌への謝罪広告の掲載を命じた一審[12]・二審を支持する判決を下し、新潮側の敗訴が確定した[13]。
- 2003年2月20日号で、「インターネットから『盗用』していた朝日の看板コラム」と題し、『朝日新聞』のコラム「天声人語」2本にインターネット上に掲載されていた他人のコラムからの盗用があったとする内容の記事を掲載。朝日新聞社が事実無根として提訴する。一審では2本のうち1本について「盗用との判断に至ったとしても無理はない」として、新潮に150万円の賠償命令。二審では、2本とも盗用と信じる理由がないとして新潮の賠償額を500万円に増額した。2005年6月24日、最高裁が新潮社の上告を受理せず、敗訴が確定した[14]。
- 2003年7月10日号で、「『福岡一家惨殺事件』乱れ飛ぶ『極秘捜査情報』の真贋」として福岡一家4人殺害事件で、被害者の家族及び親族を犯人扱いする記事を掲載し、被害者親族から2200万円の賠償請求訴訟を起こされる。2005年8月、東京地方裁判所は「捜査当局から嫌疑をかけられた証拠はなく、真実と信じた相当な理由もない」として賠償金330万円の支払いを命じる。2006年2月28日、東京高等裁判所は、「精神的疲労が重なったところを一層苦境に追いやった。経営している会社が取引を拒まれるなど被害は大きい」として賠償額を770万円に倍増させる異例の判決を出す[15]。同年8月30日、最高裁判所は『週刊新潮』側の上告を棄却し、新潮の敗訴が確定した。
- 2003年8月6日号で、「（芸能座談会）今だから話せる芸能人10大カップル『離婚の真相』」として、元女優の平田友里恵（二谷友里恵。結婚改姓）と歌手の郷ひろみの名誉を毀損したとして、平田が3300万円の損害賠償と謝罪広告を求めて訴える。2005年5月13日、東京地裁は「記事は原告の社会的評価を低下させ、名誉を傷つけ、公共の利害に関する事実に当たらない」として165万円の支払いを命じた[16]。
- 2003年10月23日号で、八王子スーパー強盗殺人事件について『八王子スーパーで3人射殺と報じられた強盗犯の恐るべき正体』とする記事を掲載。記事で犯人扱いされた男性から名誉毀損で訴えられる。2007年7月28日、大阪地方裁判所は「真実と信じる相当な理由がない」「原告が八王子事件の犯人だと印象を与え、名誉を毀損した。『殺人鬼』という表現は公正な論評の域を逸脱している」として80万円の賠償を命じた。2008年1月31日、大阪高裁は「虚偽の事実を示し、冷酷な殺人者であるとの強烈な印象を与えた」として賠償金額を150万円に増額し、訂正広告の掲載を命じた。
- 2003年11月27日号で、「パチンコ業者から『平沢勝栄』代議士に渡った『4000万円』」（ジャーナリスト上杉隆）との記事を掲載。自民党の平沢勝栄衆院議員が1億円の損害賠償請求訴訟を起こす。一審では「記事内容が真実と証明されたとはいえないが、新潮社側に故意や過失はない」として平沢の請求を棄却した[17] が、二審では「記事の核心部分が真実であるとの証明ができたとはいえない」として300万円の支払いを命じた。2005年7月10日、最高裁が新潮社の上告を棄却し、新潮側の敗訴が確定した。
- 2003年2月6日号に「横山ノックよりエゲツない！3選を飾った木村守男青森県知事の『セクハラ不倫』騒動」と題した記事を掲載。記事は、木村守男青森県知事が生活の窮状を訴える女性から手紙を受けたことをきっかけに、2001年3月に女性宅を訪問して交際を始め、セクハラ行為などをしたと報じた[18][19]。木村は名誉棄損だとして新潮社などを訴えたが、県議会から辞職勧告決議を受け、5月16日に県知事を辞職した[20]。
- 2004年3月11日号で、「『毎日社長拉致』で新聞が書けなかった『社内抗争』と『ホモ写真』」（ノンフィクションライター森功）との記事を掲載。これに対し、毎日新聞と斎藤明社長が「事実に反しており、全くの虚偽」と厳重抗議し、4900万円の損害賠償請求訴訟を起こす[21]。2006年1月18日の地裁判決では毎日新聞側の請求が棄却された。2006年10月18日の高裁判決では森功に対する損害賠償請求を認めず、新潮だけにタイトル部分の広告に対し100万円の賠償を命じた。2008年2月1日、最高裁が上告を棄却し確定した。
- 2004年5月20日号で、「首相秘書官の『謀略リーク』に敗れた『福田』」と題して、週刊文春に福田康夫元官房長官の年金未納情報をリークしたのが飯島勲首相秘書官と報じ、飯島が1100万円の損害賠償と謝罪文を求めて提訴する[22]。一審で「記事を裏付ける事実を調査することもなく取材が極めて不十分。重要な部分について真実であることの証明がなく、真実と信じる相当の理由もない」として新潮社に330万円の賠償を命じた[23]。二審も新潮社の控訴が棄却された。

### 2005年 - 2009年
- 2005年7月21日号で、NHK大津放送局の記者が連続放火事件で警察から事情聴取を受けたと報じた。その記者は4か月後、非現住建造物等放火未遂の疑いで逮捕された。
- 2005年1月17日号で、NHK番組改変問題に関連した記事「朝日『極左記者』とNHK『偏向プロデューサー』が仕組んだ『魔女狩り』大虚報」を掲載した。これに対し朝日新聞は、見出しが事実に反するとして新聞広告の掲載を拒否した。新潮社宣伝部は「見出しに偽りはないので、見出しを変えるような措置はしなかった」と説明した[24]。
- 2005年2月17日号から7月14日号まで、5回にわたって元横綱の貴乃花親方の八百長や遺産相続に絡む疑惑を掲載した。これについて貴乃花夫妻が3750万円の損害賠償を求めて訴える。2009年2月4日、東京地裁は「真実ではない」として375万円の支払いと謝罪広告の掲載を命じる。この判決は、「法的知識や裏付け取材の在り方の意識が不十分で、名誉毀損を引き起こしたのは社内に有効な対策がないことが原因」として新潮社の佐藤隆信社長へも賠償を求める異例の内容だった[25]。
- 2005年9月8日号で、建築家・黒川紀章が1972年に建築したマンションにアスベストが使用されており、住民は建て替えを主張しているのに対し、黒川は、当該のマンションが「世界遺産候補となっている」と虚偽説明をして保存することを主張したとする記事を掲載した。これについて黒川は、記事で名誉を傷付けられたとして、同年9月5日に新潮社を相手取り、1億円の損害賠償を求め東京地裁に提訴したが、2007年4月11日、一審は黒川の請求を棄却、同年10月23日、二審でも控訴棄却で新潮が勝訴した[26]。
- 2006年11月9日号で、「うぐいす嬢との『ラブラブ・メール』流出『共産党』国対委員長」として、日本共産党の穀田恵二が不倫をしているという記事を掲載する。これに対し穀田は編集長と記事作成者および情報を提供したとされる党を除名された元秘書ら3人を、名誉毀損罪で東京地方検察庁に告訴したが、不起訴処分となっている。
- 2006年1月4・11日号に掲載された「東京都内の小学校で大川総裁の息子がいじめに遭ったことについて、教団関係者が抗議ビラを配布し、教員や保護者らがおびえている」[27] との記事が虚偽であるとして幸福の科学が損害賠償と謝罪広告を求めて提訴。2008年10月1日、東京地裁は「教団関係者が集団抗議をしたことは事実だが、それで保護者らがおびえていたとは認められない」[27]「記事の内容が真実と信ずる相当の理由があったとも認められない」として名誉毀損を認め、新潮社に200万円の損害賠償を命じた。新潮は控訴したが、判決期日直前の2009年1月28日に控訴を取り下げて利息付で損害賠償金を原告側に支払い、一審東京地裁の幸福の科学勝訴判決が確定した。
- 2006年9月7日号で、「水面下で捜査が進む『楽天』三木谷社長のXデー」の記事を掲載。発売日（8月31日）の前日午後から楽天の株価が急落しストップ安となった。楽天と楽天証券は「事情聴取などは事実無根」として謝罪広告の掲載と計12億6891万円の損害賠償を求める訴訟を起こす。巨額の賠償額は株価が急落したため。2009年1月26日、東京地裁は「取材結果は伝聞、真実と信じる相当な理由が認められない」として、新潮社と記者らに計990万円の支払いを命じた。2009年2月9日、楽天は「賠償額が少ない」などとして東京高裁に控訴した[28]。が、2010年2月15日、和解が成立した。
- 2006年5月4・11日号の巻頭グラビアに、筑紫哲也夫妻が紳士服売り場で買い物する姿を盗撮し、「あれれ？これって『カカア天下』って言うんですよね?」とキャプションをつけて掲載し、夫人からプライバシー侵害で提訴される。2007年5月23日、東京地裁は「原告のプライバシー権及び肖像権を侵害した」として、新潮社に150万円の賠償を命令した。
- 2006年7月13日号と2007年2月1日号で、「ルーシー・ブラックマンを殺害した」報じられた男性から3000万円の損害賠償訴訟を起こされる。一審は男性の請求を棄却し、二審は新潮社に20万円の支払いを命じる。2008年10月23日、最高裁で新潮側の敗訴が確定した。
- 2006年11月9日号で、彦根市市長獅山向洋が市職員による飲酒運転に対し報告義務は不利益な供述の強要禁止に違反すると述べたのに対し「バカ市長」と批判した。獅山が2200万円の慰謝料と謝罪文掲載を求める民事訴訟を起こす。2007年7月19日、大津地裁は「記事の表現は行き過ぎの面はあるが、逸脱した内容ではない」として獅山の訴えを退けた。同年12月26日、二審の大阪高裁は「全人格自体を否定したととれる内容で名誉毀損にあたる」として、新潮社に22万円の支払いを命じた。2008年7月15日、最高裁は新潮社の上告を棄却し、二審判決で決定した。
- 2007年6月28日号で、「『愛人マッサージ嬢』の告白 議員宿舎を『ラブホ』にしちゃった 社民党『又市幹事長』」として、社民党の又市征治の女性問題を掲載する。又市は、東京地方裁判所に出版差止の仮処分を申請するが却下され、3300万円の損害賠償などを求める訴訟をおこすが、その後、2008年6月に又市は一方的に請求放棄した。新潮社側はこの件を「愛人マッサージ嬢もあきれる姑息な又市副党首こっそり訴訟放棄」（2008年7月17日号）として報じた。
- 2009年1月22日号で、自民党の鴻池祥肇内閣官房副長官が、知人女性に議員宿舎のカードキーなどを渡して宿泊させていたと報じる。鴻池は「大部分が事実と反する」と弁明したが、与党内からも辞任を求める声が上がり、厳重注意処分となった。1月29日号では、「議員宿舎妻 鴻池官房副長官に今度は機密漏洩疑惑」との記事が掲載され、麻生太郎首相は対応に追われた。
- 2007年1月25日号で、「『治外法権』が売り物の『危ないカジノ』サンマリノ文化交流会館」との見出しの記事を掲載。在日サンマリノ大使館は名誉を毀損されたとして発行元の新潮社を提訴した。東京地裁は2008年2月22日、「カジノに関与しているかのような印象を与える記載が多数存在し、名誉を毀損した。多くの苦情が寄せられ、友好記念の金貨発行事業がいったん頓挫するなど影響は軽視できない」として名誉毀損を認定し、新潮社に300万円の賠償命令を出した[29]。
- 2007年9月27日号で、「やはり『密室』で総理を決めた『新5人組』の暗躍」として、野中広務・元自民党幹事長らが総理を決めたかに報じたことについて、野中が5500万円の損害賠償請求訴訟を起こす。2009年1月30日、東京地裁は、「取材源のほとんどが不明で、政治評論家から抽象的な話を聞いたにすぎない」として、新潮社に110万円の賠償を命じた[30]。
- 2007年11月8日号で、「秋田経法大を乗っ取った『創価学会』弁護士の『伝書鳩スパイ網』恐怖政治」とする記事を掲載。同大と理事長が1億5000万円の損害賠償請求訴訟を起こす。2009年3月30日、東京地裁は「噂の真実性を立証しなければ賠償責任を負う」「対象人物への取材すら行われていない」「真実と信じる相当な理由もない」などとして、新潮社側に600万円の支払いを命じた[31]。
- 2007年11月29日号で、「藤本美貴が元カレにせびる法外な慰謝料」とする記事を掲載、この記事を事実無根とした藤本及び兄が、東京地裁に損害賠償を求める訴訟を起こした。2009年8月28日、東京地裁は、同記事が真実であることを否定し、新潮社に400万円の支払いを命じた[32]。新潮社は控訴したが東京高裁は控訴を棄却した[33]。
- 2007年12月20日号で、ドキュメンタリー映画『靖国 YASUKUNI』について「反日映画『YASUKUNI』に日本の助成金が出ている」と題した記事を掲載。森達也は「この記事が右翼団体の街宣を誘発した」と主張した[34]。
- 2008年1月3・10日号で、2004年11月に発生した『奈良小1女児殺害事件』で死刑判決が確定し、その後再審請求を行った、当時41歳の男性死刑囚について、『もっと生きたいと言い出した少女誘拐死刑囚』とのタイトルの記事を掲載した。当該の死刑囚は、「事実と異なる」として、新潮社を相手取り訴訟を起こし、2010年4月30日に大阪地裁は名誉毀損を一部認め、新潮社に対し30万円の支払いを命じた[35]。
- 2008年2月14日号で、同月10日に発生した米海兵隊員14歳沖縄少女強姦事件について、「『危ない海兵隊員』とわかっているのに 暴行された沖縄『女子中学生』」と題する記事を掲載した。「『危ない』はずの米兵に気軽に付いていったツケは14歳の少女にとってあまりに重いといわざるをえない」などと、あたかも被害者の女子中学生に非があるかのように主張した。
- 2008年5月15日号に、時津風部屋力士暴行死事件の加害者として無関係の力士の写真を掲載した。翌日、相撲協会に直接謝罪し、次号に謝罪広告を掲載した[36]。
- 2008年6月12日号で、「ネットで『神』と崇められる『アキバ通り魔』」として、秋葉原通り魔事件の犯人が2ちゃんねるで礼賛されているとの記事を掲載する。しかし、2ちゃんねるの書き込みは単なるネタ（作り話や悪ふざけ）であり、「ジャーナリストが釣られてどうする」「ネタニマジレスカコワルイ」などと逆に新潮の報道に呆れる反応が相次いだ[37]。
- 2008年8月7日号で、「2億円『裏口入学詐欺』で訴えられた国民新党『亀井郁夫』副代表」との見出しで、当時国民新党副代表だった亀井郁夫が、広島市在住の女性から、女性の長男の裏口入学を名目に2億円を詐取したとの記事を掲載。亀井は、事実に反する記事で名誉を毀損されたとして、出版元の新潮社と女性に対し謝罪広告の掲載と1,100万円の損害賠償を求める訴訟を起こした。東京地裁は2013年5月29日、記事が名誉毀損に当たると認定し、「裏口入学させることを約束して金銭を交付させたことを推認させる具体的な事実は認められない」として、新潮社に対し330万円の支払いを命じた。謝罪広告の掲載と女性に対する訴えは却下した[38]。
- 2008年11月17日号で、大阪大学准教授・ヨコタ村上孝之について、「『研究室でレイプ』と告発された『阪大有名准教授』3度の結婚トラブル」と題した記事を掲載した。これについて村上は2009年4月19日に、「強姦の事実はない」として、同誌に対する民事訴訟を大阪地方裁判所に提起。2012年1月に同地裁は「大学院生の意に反した性交渉があり、内容は真実」と認定し、村上が敗訴したが、2012年7月27日に大阪高裁は「強姦はなかった」と認定、和解が成立した[39]。
- 2009年2月5日号（1月29日発売）から4回の連載として赤報隊事件に実行犯として関与したと名乗る男性の実名手記を掲載した。これについては後に虚報と判明した。ニセ赤報隊実名手記事件を参照。
- 2009年3月12日号で、「市長夫妻に裏金要求を告発された山岡賢次国対委員長」として、民主党の衆議院議員・山岡賢次が、地元の市長に給与の肩代わりを要求したと報じた。3月12日、村岡は「記事はすべて事実無根」「市長選に対立候補を立てる民主党への悪質な選挙妨害」として、1000万円の損害賠償と謝罪広告を求めて東京地裁に提訴し、17日に東京地検に告訴した[40]。が、山岡は2010年5月10日、一方的に請求を放棄。新潮は「裁判からコソコソ逃亡した雲の上発言『山岡賢次』（2010年5月20日号）と報じた。
- 2009年6月24日、「中国報道官が『007の小説』と小馬鹿にした朝日新聞『金正雲・胡錦濤会談』大虚報のケジメの付け方」（2009年7月2日号）で、朝日新聞の記事が誤報であると報じたことについて、「信用を著しく毀損した」と主張し、朝日新聞社が抗議文を送り、謝罪と訂正を求めた[41]。
- 2009年6月25日、吉本興業の株主総会で、社長の個人口座に現金が振り込まれたなどと報じた記事について、警告書を送ったことを明らかにした[42]。
- 2009年7月8日、「『新聞業界』最大のタブー『押し紙』を斬る！」（2009年6月11日号）の「公称部数約1000万部の30〜40%が読者に販売されていない」「読売新聞は年間約360億円の不正な販売収入を上げている」などとする指摘について、読売新聞は「いずれも事実ではない」として5500万円の損害賠償や謝罪広告を求めて東京地裁に提訴した[43]。2011年5月26日、「新潮の取材方法から見て正確性に疑問がある」と新潮社とライターの両者に385万円ずつ、計770万円の賠償命令。謝罪広告は認めなかった[44]。2013年5月8日、最高裁は新潮社側の上告を棄却し、新潮の敗訴が確定した[45]。

### 2010年 - 2014年
- 2010年5月27日号で、『大関「琴光喜」が「口止め料1億円」と脅された！』と題された記事において、日本相撲協会の大関・琴光喜が野球賭博を常習的に行ない、口止め料として1億円を要求されたことを報じた。これを発端として、角界に蔓延する野球賭博と暴力団とのつながりが次々と明るみなり、一般紙や民放局だけでなく大相撲を生放送するNHKも大々的に追跡報道した（大相撲野球賭博問題も参照）。
- 2010年10月28日号で、仙谷由人官房長官は10月25日、週刊新潮の記事で名誉を傷付けられたとして、発行元の新潮社に1千万円の損害賠償と謝罪広告の掲載を求め東京地裁に提訴した[46]。
- 2011年6月2日号で、東日本大震災の義援金が未だ被災者に渡っていないとして日本赤十字社の“怠慢”を非難する記事を載せたが、実際には既に配分が始まっており[47][48]、この件では赤十字から「検証も為されず、事実誤認、名誉毀損である」と5月27日付で抗議状を送られた[49][50]。
- 2011年11月17日号で、当時の外相だった玄葉光一郎が東京都内の飲食店での会合で親しい記者に「尖閣も中国に差し上げればいい」と発言したとの記事を掲載。玄葉は名誉を傷つけられたとして新潮社に3,300万円の損害賠償を求めて提訴。新潮社側は偶然居合わせたジャーナリストが発言を聞いたと主張したが、東京地裁は2014年2月26日、玄葉が話す姿を直接見ていなかったことや取材直後にメモを残していないなどジャーナリストの行動に不自然な点があり、真実と信じる理由もないと判断して名誉毀損を認定し、新潮社に対し385万円の賠償を命じた[51]。2014年6月19日、二審の東京高裁も一審判決を支持し、新潮社側の主張を退けた[52]。
- 2012年9月20日号で、「時代の寵児（ちょうじ）『秋元康』研究」の「『AKB48』の原点となった『振り込め詐欺』の金!」との記事を掲載。AKB48総合プロデューサーの秋元が1億1000万円の損害賠償と謝罪広告を求めて訴える[53]。
- 2012年9月20日号で、『73歳「松下忠洋」金融担当大臣　痴情果てなき電話と閨房』と題された記事において、野田内閣の松下忠洋金融相の女性問題の記事を掲載。しかし、本人が発売3日前の9月10日に自殺している。なお、現職閣僚の自殺は2007年5月の安倍内閣の松岡利勝農相以来5年ぶりとなった。

- 2013年2月14日号で、徳田毅・国土交通省政務官の女性スキャンダルを掲載（『「徳田毅」が慰謝料1000万円の「未成年女性」泥酔姦淫』）。徳田は政務官を辞任。
- 2013年7月4日号で佐田玄一郎・衆議院議院運営委員長の女性スキャンダルを掲載（『4万円援助交際20回！女子大生とラブホテル！衆議院No.3「佐田玄一郎」議運委員長　常習的買春の現場報告』）。佐田は委員長を辞任。
- 2014年10月16日に「『小渕優子』経産相のデタラメすぎる『政治資金』」というタイトルで、「『下仁田ネギ』4000本60万円を交際費で計上！」など、幾つかの政治資金収支報告書の事例を追及、毎日新聞も小渕氏の資金管理団体の領収書を情報公開で請求して分析し、「親族の店に362万円」など不可解な支出が多岐にわたることを報じた。この結果、小渕優子は経済産業大臣の辞任に追い込まれた。

### 2015年 - 2019年
- 2015年6月18日号は、トレーニングジム運営会社、RIZAP（ライザップ）について、「彗星のように現れたブラック企業 2カ月で37万円 ライザップの客とスタッフが危ない！」と題する記事をスクープした。これに対し、RIZAPは新潮社に対して厳重に抗議し、記事の撤回と謝罪を求めると発表した。
- 2015年10月14日、新潮社のポータルサイト「矢来町ぐるり」（現・デイリー新潮）は、同月7日発足の第3次安倍第1次改造内閣で初入閣した高木毅の犯罪履歴を報道。「第3次安倍内閣に『下着泥棒』から『大臣』へと、奇跡的な出世を遂げた人物がいる」と書いた[54]。10月15日発売の10月22日号で、30代の頃の高木が下着泥棒の常習犯であったこと、福井県警に現行犯逮捕されたことなどの詳細を明らかにした[55][56]。
- 2016年3月23日、週刊新潮電子版は、乙武洋匡が過去を含め5人の女性と不倫していたことを認めたと報じた[57]。自民党は7月の第24回参議院議員通常選挙・東京都選挙区の公認候補として乙武の擁立を検討していたが、同年3月30日、擁立を見送ったことが各メディアの報道により明らかとなった[58]。
- 2017年4月27日号で、「重婚ウェディング政務官中川俊直、愛人トラブルで“ストーカー登録”　妻はがん闘病中」[59] というタイトルで、中川の女性スキャンダルを掲載。中川は経済産業大臣政務官を辞任し、自民党から離党した。
- 2017年6月29日号で、『「豊田真由子」 その女代議士、凶暴につき』と題された記事において、豊田真由子自民党衆議院議員（埼玉4区）が元秘書に暴言、暴行を行っていたことを報道し、秘密録音の内容の一部をYouTubeで公開した。豊田側は報道内容を認めており、豊田は販売当日の6月22日に自民党に離党届を提出した。折しも6月23日（金曜日）は、2017年東京都議会議員選挙の告示日であり、自民党幹部を始めとして選挙への影響を懸念し、7月2日の都議選投開票の結果、自民党は東京都議会の議席を大幅に減らす大惨敗を喫した。週刊新潮は、音声データを動画共有サイトのYouTubeにアップロードしており、連日に渡ってワイドショーなどで「このハゲー!!」などと放映さたこともあり、自民党東京都連会長の下村博文は、この暴言が惨敗の原因の一つであることを認めている。また、豊田や中川は2012年の第46回衆議院議員総選挙で初当選し、2014年の第47回衆議院議員総選挙でも当選した、いわゆる自民党「魔の2回生」の1人である。この記事は第23回編集者が選ぶ雑誌ジャーナリズム賞・大賞に選ばれた。
- 2017年10月26日号のコラムにて、朝日新聞は加計学園問題を端とする加戸発言を報道せず偏向したと報道したが、これは虚言を含んだ、事実に反する捏造だった。朝日新聞はこれを誤報であると実際の紙面を載せた上で、反論を掲載している。[60]。
- 2018年4月19日号で、『「森友危機」の折も折！ろくでもない「財務事務次官」のセクハラ音源』の記事で、財務事務次官福田淳一を取材していたテレビ朝日の女性記者に対して、言葉によるセクシャルハラスメントを行っていたと掲載し[61]、音声をYouTubeで公開した。福田は財務事務次官を辞任し財務省を依願退職、その後十分な反論・反証がなれていないことを理由に、福田のセクハラ行為を認定し、福田に減給20％・6カ月の懲戒処分を受けた[62]。
- 2018年8月16・23日号で、『太田光を日大に裏口入学させた父の溺愛』というタイトルで、爆笑問題の太田光が、母校の日本大学藝術学部に裏口入学したと報じ、記事には、今は亡き太田の父親が、仲介人物に800万円を支払ったと報じ、これに対し太田サイドは事実無根であるとし、約3300万円の損害賠償と謝罪広告の掲載を求めて東京地裁に提訴した[63]。
- 2019年7月17日、週刊新潮電子版で、衆議院議員の石崎徹が秘書の男性（退職済み）に暴言を浴びせている音声が配信された。また同日の記事において、石崎が秘書に対し殴る蹴るの暴行を加えた容疑があることが報じられた[64]。7月21日、参議院議員選挙の投開票が行われるが、新潟県選挙区（改選数1）から立候補した現職の塚田一郎は落選した。自民党新潟県連は落選の原因の一つに石崎の不祥事をあげた[65]。8月3日、石崎は自民党新潟1区支部長職を辞任[66][67]。2020年10月22日付で自民党を離党した[68]。

### 2020年 - 2024年
- 2022年7月6日、週刊新潮電子版は、第26回参議院議員選挙に長野県選挙区（改選数1）から自民党公認で立候補した松山三四六が2010年に東京都江戸川区に自宅を新築した際に工事代金の未払い金900万円を踏み倒し、裁判で訴えられ敗訴したとする記事を配信した[69]。また同日、文春オンラインは松山の女性問題を取り上げた[70]。報道の影響で、7月8日に長野駅前で予定されていた安倍晋三の応援演説[71]は取り止めとなり、奈良市に変更され、安倍は近鉄大和西大寺駅前での演説中に殺害された[72][73]。情勢調査では各社、松山と立憲民主党現職の杉尾秀哉について「横一線」と報じていたが、10日に実施された選挙で松山は杉尾に敗れた[74]。
- 2022年8月16日、週刊新潮電子版は、自民党政務調査会長の萩生田光一が2009年頃より統一教会の八王子市の教会信者らと家族ぐるみの付き合いをしていたこと、参院選・東京都選挙区の生稲晃子の擁立を主導した萩生田が2022年6月18日、生稲を連れて八王子の教会へ行き、信者らに向かって生稲の支援を要請していたことなどを報じた[75]。
- 2022年8月24日、週刊新潮電子版は、香川照之が2019年7月に銀座のクラブホステスに対して行ったセクハラ行為により女性がPTSDを患わったとする記事を配信した[76]。当該記事や続報、他社の報道の影響により、9月1日以降、香川のCMの降板や放送中止が次々に決定された。10月放送予定のテレビドラマ『アトムの童』の降板も発表された[77]。
- 2022年9月6日、週刊新潮電子版は、公明党参議院議員の熊野正士が社会福祉団体幹部の50代独身の女性にわいせつ行為を行い、卑猥なLINEを送り続けていたと報じた[78][79]。この一件は同日、文春オンラインでも報じられ、熊野が自身と女性のそれぞれの性器を細かく描写したLINEの投稿の画像が両ウェブサイトに掲載された[79][78]。同年9月30日、熊野は参議院議員を辞職した[80]。
- 2022年11月6日、週刊新潮電子版は、中日ドラゴンズに所属していた京田陽太が立浪和義監督の方針で二遊間を若返らせるため、横浜DeNAベイスターズに所属する戸柱恭孝とトレードするだろうと報じた[81]。11月18日、京田をトレードで放出した。ただし、相手は戸柱ではなく砂田毅樹だった[82][83]。これは左の中継ぎを担っていた福敬登が国指定の難病である黄色靱帯骨化症を患わったため、代わりとなる左の中継ぎが足りなくなることを懸念したためである。
- 2022年12月7日、週刊新潮電子版は、サッカー選手の三笘薫の実兄が俳優の結木滉星であると報じた。これまで、結木は三笘薫に配慮した形で兄弟であることを公表していなかった。
- 2024年3月19日、週刊新潮電子版は、参議院議員の広瀬めぐみの公設第二秘書が秘書としての勤務実態がない「幽霊秘書」の疑いがあると報じた[84]。さらに4月5日、公設第一秘書の男性と東京事務所に勤務する政策秘書とのあいだの電話の通話記録を記事に掲載。広瀬が秘書に給与を上納させていた疑いがあると報じた[85][86]。
同年7月30日、東京地検特捜部は、公設第二秘書として雇用した女性に勤務実態がなく国から給与をだまし取っていた疑いがあるとして、参議院議員会館の広瀬の事務所、東京都文京区にある広瀬の自宅など4か所を家宅捜索した[87][88][89]。これを受け、同日、広瀬は自由民主党に離党届を提出し、受理された[90]。8月15日、広瀬は議員辞職[91]。同日、自民党岩手県連会長の藤原崇は「擁立した県連にも責任がある」として、会長を辞任した[92]。

### 未成年者の実名発表と非加工の写真の掲載
過去に未成年者が加害者とされる殺人事件（少年犯罪）で少なくとも5度、未成年者の実名と非加工の写真を掲載した。未成年者については、少年法第61条により、家庭裁判所の審判に付された少年、又は少年のとき犯した罪により公訴を提起された者について、容貌などを出版物に掲載しない努力義務規定があるが、重大な殺人事件では「週刊新潮編集部の判断」で、未成年者でも実名報道として敢えて掲載する傾向がある。ただし、民法改正で2022年4月1日から成人の基準が20歳から18歳に引き下げられたため、18歳と19歳の少年が正式起訴された場合は実名報道・顔写真の掲載が可能となった。
- 1992年3月19日号で、同年3月5日に発生した市川一家4人殺害事件の容疑者である19歳の少年（2001年に死刑確定）の実名と顔写真を掲載した[93]。
- 2005年10月27日号の特集「史上最凶『リンチ殺人』で死刑判決なのに新聞が載せない元少年3人の『実名と顔写真』」で、少年法第61条に反し、同年10月14日に名古屋高等裁判所で死刑判決を受けたばかりの大阪・愛知・岐阜連続リンチ殺人事件の被告人3人（事件当時未成年、2011年に死刑確定）の実名と顔写真を掲載し（実名報道）、愛知県弁護士会から抗議を受けた[94]。
- 2013年3月14日号 - 2013年2月に東京都で起きた吉祥寺女性刺殺事件で、警視庁に逮捕された2人の少年（当時18歳の1人と当時17歳の1人）について、その実名と非加工の写真を掲載した。
- 2015年2月12日号 - 2015年1月に名古屋市で起きた名古屋大学女子学生殺人事件で、愛知県警察に逮捕された女子大学生（当時19歳）について、その実名と非加工の写真を掲載した。週刊新潮編集部は「事件の残虐性と重大性を鑑みて、19歳という加害者の年齢も加味し、総合的に判断して実名と顔写真を載せた」としている[95]
- 2015年3月12日号 - 2015年2月に川崎市の多摩川で起きた、中学1年生の男子生徒（当時13歳）が刃物で刺殺され、遺体が発見された川崎市中1男子生徒殺害事件で、主犯格として神奈川県警察に逮捕された少年（当時18歳）について、上記の名古屋市の事件と同じく、「事件の残虐性と社会に与えた影響の大きさ、そして少年の経験などを総合的に判断した」として、やはり実名と顔写真を公表する記事を掲載した[96]。

### 批判を受けた皇室関連記事
- 1996年4月18日号の「秋篠宮殿下度重なるタイ訪問に流言蜚語」と題する記事で、「秋篠宮が宮中晩餐会を欠席してまでタイを頻繁に訪問しているのは現地に親しい女性がいるから」と報道、6月20日号では秋篠宮夫妻の不仲説を掲載した。これに対し宮内庁が抗議、宮内庁と『週刊新潮』との間で応酬が続いた。最終的には文仁親王自身が11月30日の誕生日の記者会見で「火のないところに煙がたった」と報道が誤報であると主張し、沈静化した。
- 2009年9月10日号で、「雅子さまを悩ませる　東宮『マルチ・ビジネス』騒動」と題して、宮内庁東宮職の女性職員がマルチビジネスと指摘されることもある化粧品販売に傾倒し、他の職員にも勧めているとの記事を掲載。宮内庁は、記事内容は事実無根で、悪意ある中傷に当たるとして、新潮編集部へ抗議をおこなった[97]。
- 2010年6月10日号で、皇太子夫妻の長女・愛子内親王に関して、「イジメっ子対策で『給食に向精神薬を混ぜては』と提案した『東宮』」と題した記事を掲載した。内容は、愛子の同級生の給食に、注意欠陥多動性障害（ADHD）の薬を混入するよう学習院に提案したというもの。これに対し、野村一成東宮大夫は「皇太子ご一家の名誉を損なう」と話し、また、宮内庁はウェブサイトに「皇太子ご一家や東宮職に対する中傷」と掲載し抗議した[98][99]。
- 2013年6月20日号（2013年6月13日発売）で、「『雅子妃』不適格で『悠仁親王』即位への道」の見出しで、風岡典之宮内庁長官が安倍晋三首相と菅義偉内閣官房長官に対し、天皇の生前退位と譲位、皇族の皇位継承の辞退を可能とする皇室典範改正を要請したとの記事を掲載[100]。記事中には、要請は天皇・皇后の意向で、皇太子と秋篠宮も了解しているとの記述もあった[100]。宮内庁は、記事内容は事実無根であるとして、内閣官房と連名で週刊新潮編集部に文書で抗議をおこない、訂正記事の掲載を要求した[100][101]。
  - 同年6月27日号掲載の特集記事「『雅子妃』不適格は暗黙の了解『千代田』の迷宮」では、上記の記事を引用して「官邸と宮内庁の軋轢」と題し、安倍晋三首相の宮内庁不信に繋がった背景として、麻生内閣時代に「麻生総理が陛下への内奏の際、旧宮家の復帰を提案したところ、陛下は良い返事をされなかった」という情報が宮内庁から外部に流されたが、これは旧皇族の復帰を望まない宮内庁が虚偽の情報を発信したものであるとの記事を掲載した。宮内庁は、記事内容は全くの事実無根であること、新潮編集部の取材申請（6月18日付文書）に対して、その旨を回答していたにもかかわらず当該記事が掲載されたとして、新潮編集部および編集長へ文書で抗議をおこない、訂正記事の掲載を要求した[102][103]。

### その他
名物コラム「東京情報」を長期連載していた自称オランダ人記者ヤン・デンマンに関しては斎藤十一の項を参照。

## 現在の連載
- 片山杜秀「夏裘冬扇」
- 五木寛之「生き抜くヒント！」
- 里見清一「医の中の蛙」
- 小林信也「アスリート列伝 覚醒の時」
- 燃え殻「首筋に芋虫」
- 赤見千尋「私の週間食卓日記」
- 壇蜜「だんだん蜜味」
- 吉田潮「TVふうーん録」
- 渡辺明・吉原由香里「気になる一手」
- 古市憲寿「誰の味方でもありません」
- 坂上忍「スジ論 わたしのルールブック」
- 蓮見圭一「黒い報告書」
- 北方謙三「十字路が見える」
- 橘玲「人間、この不都合な生き物」
- 石原壮一郎「令和の失礼研究所 #これってアウト？」
- ニャロメロン「ミィとボボ」
- 中川淳一郎「この連載はミスリードです」
- 「Bookwormの読書万巻」
  - 「ベストセラー街道をゆく！」
  - 「名作コンパス」
  - 「15行本棚」
- 櫻井よしこ「日本ルネッサンス」
- 高山正之「変見自在」
- タブレット純「『昭和歌謡』残響伝」
- 宮川サトシ「俺は健康にふりまわされている」
- 「記念日の晩餐」

## 読み物
「読み切り」という形で掲載した柴田錬三郎の「眠狂四郎無頼控」、五味康祐の「柳生武芸帳」などを重視。山口瞳の「男性自身」（1963年 - 1995年）は長期連載となった。藤原正彦の「管見妄語」は巻頭で掲載したほか、櫻井よしこの「日本ルネッサンス」も長期連載となった。

### 主な連載小説
- 柳生武芸帳（五味康祐作、1956年2月19日号 - 1958年12月22日号）
- 眠狂四郎無頼控（柴田錬三郎作、1956年5月8日号 - 1958年3月31日号）
- ぼんち（山崎豊子作、1959年1月5日号 - 1959年12月14日号）
- わるいやつら（松本清張作、1960年1月11日号 - 1961年6月5日号）
- 獣の戯れ（三島由紀夫作、1961年6月12日号 - 同年9月4日号）
- けものみち（松本清張作、1962年1月8日号 - 1963年12月30日号）
- 悲しき戦記（伊藤桂一作、1962年9月17日号 - 1963年11月25日号）
- 女徳（瀬戸内晴美作、1962年10月29日号 - 1963年11月25日号）
- ながい坂（山本周五郎作、1964年6月29日号 - 1966年1月8日号）
- ゆっくり雨太郎捕物控（多岐川恭作、1967年9月9日号 - 1968年7月6日号）
- 芝桜（有吉佐和子作、1969年1月4日号 - 1970年4月4日号）
- 城塞（司馬遼太郎作、1969年7月12日号 - 1971年10月23日号）
- 華麗なる一族（山崎豊子作、1970年3月21日号 - 1972年10月21日号）
- おとこの秘図（池波正太郎作、1976年1月1日号 - 1978年8月31日号）
- 別れぬ理由（渡辺淳一作、1986年2月13日号 - 1987年3月5日号）
- 沈まぬ太陽（山崎豊子作、1995年1月5日号 - 1999年4月29日号）
- アッコちゃんの時代（林真理子作、2004年9月30日号 - 2005年5月19日号）

### 主な連載漫画
- ポリスのポリさん（横山泰三作、1956年2月19日号 - 1956年5月29日号）[105]
- プーサン（横山泰三作、1950年7月-1953年12月29日号）[106]

## 部数推移
| 調査期間   | 発行部数  |
| ---------- | --------- |
| 2011年下期 | 389,984部 |
| 2012年上期 | 356,623部 |
| 2012年下期 | 365,355部 |
| 2013年上期 | 349,803部 |
| 2013年下期 | 350,454部 |
| 2014年上期 | 329,415部 |
| 2014年下期 | 325,292部 |
| 2015年下期 | 285,091部 |
| 2017年上期 | 247,352部 |
| 2017年下期 | 242,440部 |
| 2019年上期 | 197,735部 |
| 2020年下期 | 156,437部 |
| 2021年上期 | 145,687部 |
| 2021年下期 | 149,915部 |
| 2022年下期 | 135,407部 |
| 2023年上期 | 122,781部 |
| 2023年下期 | 114,851部 |
| 2024年上期 | 105,634部 |

## コマーシャル
関東地方を中心に長年、発売日前後に子供の声で「週刊新潮は明日（本日）発売です」「週刊新潮はただいま発売中です」というテレビコマーシャルが放送されていた。表紙の谷内六郎の童画風の絵と童謡「赤とんぼ」や「村まつり」の曲とナレーションは、パロディーが生まれるほど定着した。ラジオでも同じナレーションのCMが放送されている。

## 関連項目

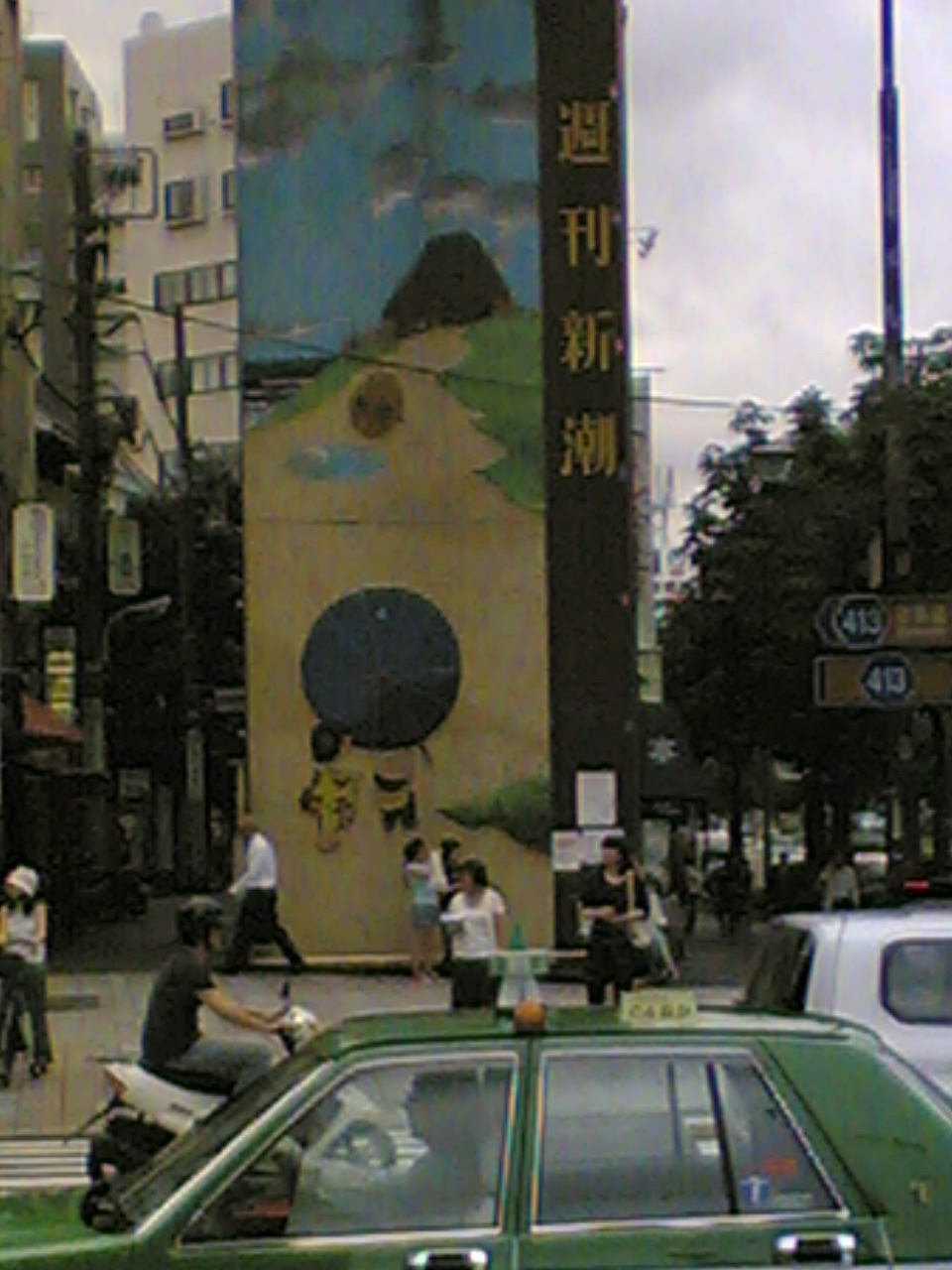
表参道交差点（画：谷内六郎、2006年撮影）